# Uniwer-Łoko Charków
Uniwer-Łoko Charków (ukr. Міні-Футбольний Клуб «Універ-Локо» Харків, Mini-Futbolnyj Kłub "Uniwer-Łoko" Charkiw) – ukraiński klub futsalu z siedzibą w Charkowie, występujący w latach 1995-2007 w futsalowej Wyższej lidze Ukrainy.

## Historia
Chronologia nazw:
- 199?–1999: Echo Charków (ukr. «Ехо» Харків)
- 1999–2000: MFK Charków (ukr. МФК «Харків»)
- 2000–2001: Echo Charków (ukr. «Ехо» Харків)
- 2001–2003: Uniwer-Echo Charków (ukr. «Універ-Ехо» Харків)
- 2003–2007: Uniwer-Łoko Charków (ukr. «Універ-Локо» Харків)

Na początku lat 90. XX wieku został założony klub futsalowy Echo Charków. Sponsorem drużyny był Charkowski Zakład Elektro Aparatury. W pierwszym sezonie 1993/94 roku klub debiutował w Pierwszej Lidze. W 1995 klub zajął 3.miejsce i awansował do Wyższej Ligi.
W 2003 roku klub osiągnął swój pierwszy najwyższy sukces - zdobył Puchar Lihi Ukrainy. Po zakończeniu sezonu 2006/07 klub zrezygnował z dalszych rozgrywek w najwyższej klasie rozgrywek ukraińskiego futsalu.

## Sukcesy
Sukcesy krajowe
- Mistrzostwo Ukrainy:
  - 4 miejsce (1x): 2005/06

- Puchar Ukrainy:
  - finalista (1x): 2002/03

- Puchar Ligi Ukrainy:
  - zdobywca (2x): 2002/03, 2003/04

## Hala
Drużyna rozgrywa swoje mecze w Hali SportKompleksu "Karazinski" w Charkowie.